# Гриньян, Хосе Антонио
Хосе́ Анто́нио Гринья́н Марти́нес (исп. José Antonio Griñán Martínez; род. 7 июня 1946, Мадрид) — испанский политик, член ИСРП. Председатель правительства Андалусии в 2009—2013 годах, председатель партии в 2012—2014 годах.

## Биография
Хосе Антонио Гриньян родился в семье Октавиано Гриньяна Гутьерреса, военного чиновника в свите генерала Франко родом из Севильи. Его дядя Хосе Мартинес Эмперадор занимал высокую должность при франкистском режиме. Окончил юридический факультет Севильского университета, успешно сдал экзамены на право занимать государственные должности в 1969 году и с 1970 года работал инспектором труда сначала в Сарагосе, а с 1974 года — в Севилье. Вступил в Испанскую социалистическую рабочую партию в начале 1980-х годов, после победы социалистов на парламентских выборах в Андалусии 23 мая 1982 года был назначен заместителем министра труда Андалусии в кабинетах Рафаэля Эскуредо и Хосе Родригеса де ла Борбольи. В 1986 году был назначен заместителем министра здравоохранения Андалусии, в 1990 году вошёл в состав правительства Андалусии при Мануэле Чавесе в качестве министра здравоохранения Андалусии. Являлся депутатом Конгресса Испании от провинции Кордова в течение трёх созывов. Дважды входил в состав кабинета министров Испании с Фелипе Гонсалесом Маркесом во главе: в качестве министра здравоохранения и потребления в 1992—1993 годах и министра труда и социального страхования в 1993—1996 годах. С марта 2004 года являлся депутатом парламента Андалусии.
В апреле 2004 года Хосе Антонио Гриньян был назначен Мануэлем Чавесом на должность министра экономики и финансов, позднее также занял должность второго заместителя председателя правительства Андалусии. После ухода Мануэля Чавеса в отставку Хосе Антонио Гриньян по результатам голосования в парламенте Андалусии занял должность председателя правительства Андалусии. С 12 марта 2010 года Гриньян также занимал должность генерального секретаря отделения партии в Андалусии. После назначения Альфредо Переса Рубалькабы на должность генерального секретаря ИСРП, Гриньян занял должность председателя партии, став вновь преемником Мануэля Чавеса.
26 июня 2013 года в ходе дебатов о положении дел в автономном сообществе на фоне коррупционного скандала в связи с распределением государственных субсидий по трудовому праву Хосе Антонио Гриньян заявил, что не будет выдвигать свою кандидатуру на следующих парламентских выборах в Андалусии, и объявил о начале кампании праймериз в партии. Преемником Хосе Антонио Гриньяна на посту председателя правительства Андалусии стала Сусана Диас.
С 10 сентября 2013 года Хосе Антонио Гриньян являлся подозреваемым по делу о злоупотреблениях в распределении государственных субсидий по трудовому праву, 12 сентября 2013 года парламент Андалусии по результатам голосования назначил Гриньяна своим представителем в Сенате Испании. Гриньян сложил полномочия сенатора после официального привлечения его к суду 15 июня 2015 года: этого требовали фракции «Граждан» и «Подемос», чтобы поддержать своими голосами кандидатуру Сусаны Диас на должность председателя правительства Андалусии.
19 ноября 2019 года Верховный суд Испании признал Хосе Антонио Гриньяна виновным в злоупотреблениях на протяжении 10 лет в распределении государственных средств, выделенных на субсидии кризисным предприятиям, приговорил его к шести годам тюремного заключения и на 15 лет лишил права занимать должности на государственной службе.